# Agence de l'Union européenne pour l'asile
Pour les articles homonymes, voir BEAA.
Pour un article plus général, voir Droit d'asile.
L'Agence de l'Union européenne pour l'asile remplace le Bureau européen d'appui en matière d'asile (BEAA ou BEAMA) (en anglais : European Asylum Support Office (EASO)), agence créée par le règlement 439/2010 pour renforcer la coopération entre membres de l'Union européenne en matière d'asile, assister les États membres de l'Union européenne dans la gestion des demandes d'asile, mettre en œuvre le régime d'asile européen commun (RAEC) et aider les États membres de l'Union européenne qui subissent une pression particulière en la matière.

## Genèse
Dans le cadre de l'adoption en première lecture de quatre rapports de codécision, entre le 4 et 7 mai 2009, les députés européens ont voté le 7 mai 2009 le « paquet asile » . Celui-ci inclut une proposition de révision de la directive « accueil » et une autre proposition visant à améliorer le système de Dublin. La Commission propose en outre de réviser le règlement Eurodac (base de données biométrique) et de créer un Bureau européen d’appui en matière d’asile, partiellement financé par les fonds précédemment octroyés au Fonds européen pour les réfugiés, qui aura pour tâche d'assister les États membres dans la gestion des demandes d'asile et de gérer le régime d’asile européen commun (RAEC).
En 2019, Nina Gregori devient directrice de l'EUAA.

## Compléments

### Lectures approfondies
- Bribosia, Emmanuelle, Rea, Andrea, Les nouvelles migrations: un enjeu européen, Éditions Complexe, Paris, 2002.
- Mole, Naula, Le droit d'asile et la Convention européenne des droits de l'homme, Council of Europe, Strasbourg, 2008.
- Terminski, Bogumil, Les migrations, les réfugiés, les droits de l’homme : Un guide bibliographique des publications parues en langue française, New Issues in Refugee Research, Working Paper no. 216, UNHCR, Geneva, 2011.
- Wihtol de Wenden, Catherine, L'Union européenne face aux migrations, Centre d'études et de recherches internationales, Paris, 2004.
- Agence des droits fondamentaux de l’Union européenne, Conseil de l’Europe, Manuel de droit européen en matière d’asile, de frontières et d’immigration, 2013